# Cuori nella tormenta
Pour plus de détails, voir Fiche technique et Distribution.
Cuori nella tormenta est un film dramatique italien réalisé par Carlo Campogalliani et sorti en 1940.

## Synopsis
Une femme aux commandes de son avion s'écrase dans un village des Alpes. Secourue par les habitants, elle décide de s'y installer le temps de se rétablir. Pendant son séjour, elle noue une relation avec un jeune homme, guide de montagne local, qui est fasciné par cette femme entreprenante et émancipée, bien qu'il soit déjà fiancé. Lorsque sa fiancée est à son tour victime d'un accident, ramenant l'homme sur terre, la femme, maintenant complètement rétablie, choisit de quitter le village, réconciliant ainsi les deux jeunes fiancés.

## Fiche technique
- Titre original : Cuori nella tormenta[1]
- Réalisation : Carlo Campogalliani
- Scénario : Carlo Campogalliani, Sergio Amidei
- Photographie : Aldo Tonti
- Montage : Vincenzo Sorelli
- Musique : Nino Piccinelli (it)
- Décors : Piero Filippone, Bruno Rastelli
- Costumes : Savino Fino
- Production : Icilio Sterbini
- Sociétés de production : Atesia Film
- Pays de production :  Royaume d'Italie
- Langue originale : italien
- Format : Noir et blanc - Son mono - 1,37:1 - 35 mm
- Durée : 90 minutes
- Genre : Drame romantique
- Dates de sortie : 
  - Royaume d'Italie : 27 mai 1940

## Distribution
- Dria Paola : Teresa
- Silvia Manto : Roberta Lanzi
- Camillo Pilotto : Dr. Fabbri
- Mino Doro : Piero Trentin
- Felice Minotti : Giovanni, père de Teresa
- Amina Pirani Maggi : Gilda, la mère de Teresa
- Lia Orlandini : Claretta
- Domenico Serra (it) : Alfonso
- Giorgio Costantini (it) : Andrea
- Giuseppe Rinaldi : Paolo Antinori
- Oreste Fares : Dr Antinori
- Roberto Bianchi Montero : hôtelier
- Augusto Marcacci : Renato
- Alberto Sordi : Giulio Ferri

## Production
Le film a été réalisé dans les studios Pisorno à Tirrenia.
Parmi les interprètes du film figure également, dans un rôle mineur, un nouveau venu, Alberto Sordi ; c'est l'un des deux seuls films dans lesquels l'acteur, qui doublait à l'époque Oliver Hardy, a été doublé à son tour (il joue en fait avec la voix de Gualtiero De Angelis).